# Tohono O'odham
I Tohono O'odham (/toʊˈhɑːnə ˈɑːtʊm/  o /tɑːˈhoʊnə ˈɑːtəm/) sono un popolo di nativi americani del deserto di Sonora, che risiedono principalmente nello stato americano dell'Arizona e nello stato messicano di Sonora. Tohono O'odham significa "gente del deserto". La tribù riconosciuta dal governo è conosciuta come Tohono O'odham Nation.
Il governo tribale dei Tohono O'odham e la maggior parte della tribù hanno respinto il consueto nome inglese Papago, usato dagli europei dopo essere stato adottato dai conquistadores spagnoli dopo aver ascoltato altri popoli pimani a chiamarli così. I Pima erano loro nemici e si riferivano alla tribù come Ba:bawĭkoʼa, che significa "mangiatori di fagioli tepari". Quella parola era pronunciata papago dagli spagnoli e successivamente anche dagli inglesi.
La Tohono O'odham Nation, o riserva indiana Tohono O'odham, è un'importante riserva situata nell'Arizona meridionale, comprendente parti delle contee di Pima, Pinal e Maricopa.